# Pic des Crabioules
Le pic des Crabioules est un sommet des Pyrénées sur la frontière franco-espagnole et la ligne de partage des eaux.
Il fait partie de l'est du massif de Perdiguère (ou massif du Luchonnais).

## Toponymie
Crabioules : petites chèvres, territoire à isards.
En patois local, le gascon montagnard, le nom se prononce Carbiéoués.

## Géographie
Situé près de Bagnères-de-Luchon, dans la vallée du Lis, il domine le cirque des Crabioules et la vallée du Lys, entre le département de la Haute-Garonne et l'Espagne.

### Topographie
Sa face nord, très raide, présente un petit glacier suspendu (en voie de disparition à la suite du réchauffement climatique). Son escalade est assez dangereuse compte tenu de la qualité du rocher. Sa face sud, dominant le cirque de Litérole en Espagne, est également raide, mais son ascension est plus aisée et le rocher y est plus sûr.

### Géologie
Le sommet est fait de granite primaire de la zone axiale des Pyrénées.

## Histoire

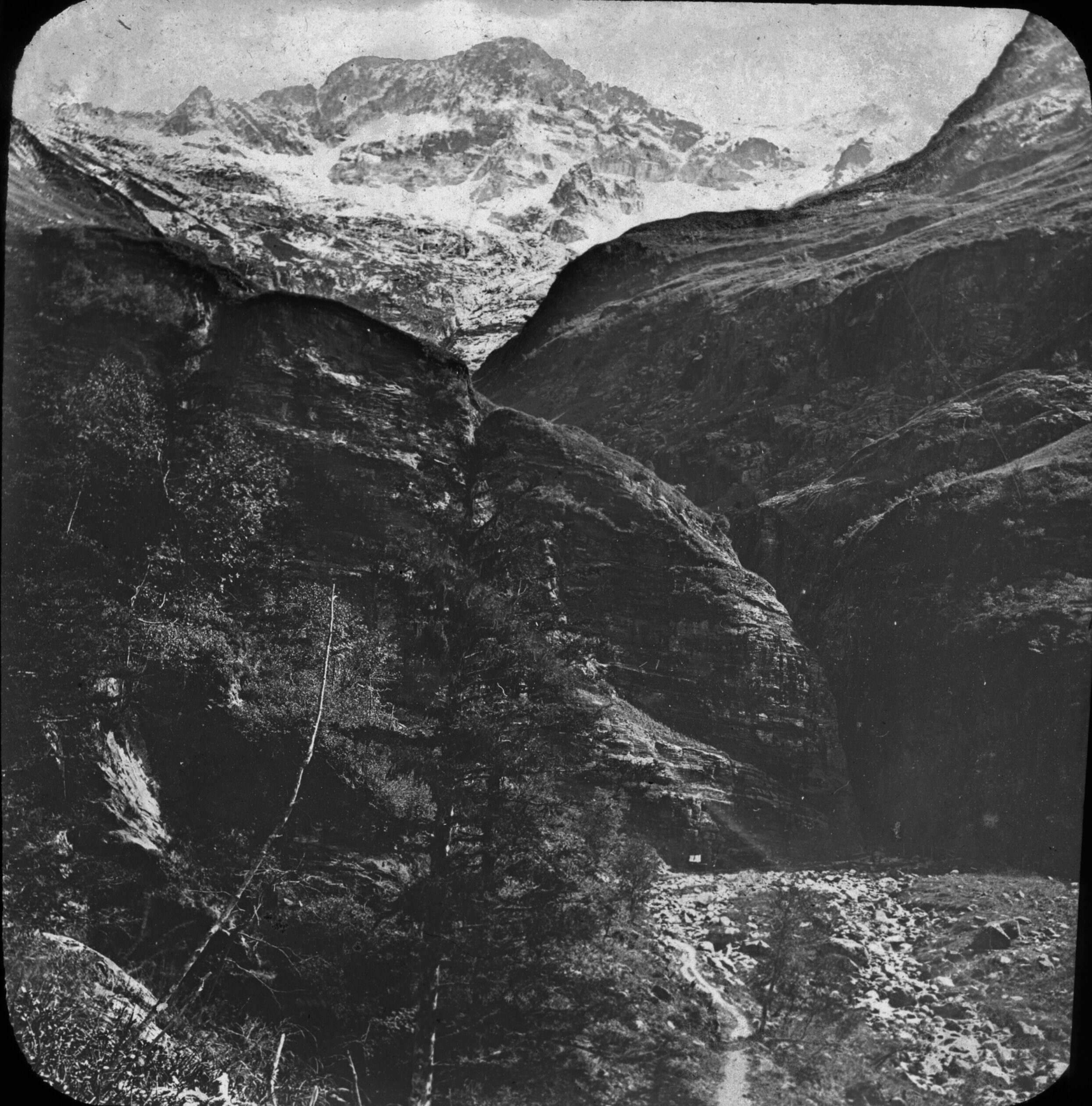
Vue du pic depuis la vallée du Lys vers 1895, fonds photographique Eugène-Trutat.

## Voies d'accès
On y accède traditionnellement depuis la France par la vallée d'Oô, le lac homonyme, le refuge d'Espingo puis le refuge du Portillon, ou par la vallée du Lis et le refuge du Maupas.
La traversée entre ses deux sommets est aérienne mais sans réelle difficulté. Une course classique est l'arête qui le relie au pic Lézat puis au Grand Quayrat, au nord-ouest.